# Кобилянка (Звенигородський район)
Кобиля́нка —  село в Україні, у Катеринопільській селищній громаді Звенигородського району Черкаської області. Населення становить 124 осіб. Підпорядковане сільській раді с. Потоки та розташоване за 1 км від нього.
За переказами старожилів поселення виникло одночасно із с. Стійкове, що за кілька кілометрів за течією р. Велика Вись від Кобилянки. У часи Козацької республіки в цих поселеннях відтворювалось елітне стадо коней як для поповнення війська, так і для торгівлі. Звідси і походять назви поселень.
З приходом радянської влади після ТСОЗ було створено колгосп "Єднання", його головою була Є.М. Печериця. У 1935 році його перейменували на колгосп ім. Будьонного, а його головою поставили Гуменного Микиту Івановича. Після Німецько-радянської війни колгосп було приєднано до потоківського "Гуртуйся, незаможник" з назвою імені Т.Г. Шевченка.
До середини 70-х років XX ст. до Потоківської сільради відносилося село Соколівка, розташоване вище за течією Великої Висі. Нині про нього лишилася тільки згадка.